# Bătălia de la Midway (film din 1976)
Bătălia de la Midway (în engleză The Battle of Midway) este un film american de război din 1976 regizat de Jack Smight despre Bătălia de la Midway din 1942. Rolurile principale au fost interpretate de actorii Charlton Heston și Henry Fonda.

## Distribuție

### Aliații
| Actor              | Rol                                        | Note |
| ------------------ | ------------------------------------------ | --- |
| Charlton Heston    | Captain Matthew Garth                      | |
| Henry Fonda        | Amiral Chester W. Nimitz                   | Henry Fonda a jucat un amiral fără nume (bazat pe Amiralul Nimitz) în filmul din 1965 Război pe mare (In Harm's Way). |
| James Coburn       | Captain Vinton Maddox                      | |
| Glenn Ford         | Rear Admiral Raymond A. Spruance           | |
| Hal Holbrook       | Commander Joseph Rochefort                 | |
| Robert Mitchum     | Vice Admiral William F. "Bull" Halsey Jr.  | |
| Cliff Robertson    | Commander Carl Jessop                      | |
| Robert Wagner      | Lieutenant Commander Ernest L. Blake       | |
| Robert Webber      | Rear Admiral Frank J. Fletcher             | |
| Ed Nelson          | Rear Admiral Harry Pearson                 | |
| Monte Markham      | Commander Max Leslie                       | |
| Biff McGuire       | Captain Miles Browning                     | |
| Christopher George | Lieutenant Commander C. Wade McClusky      | |
| Kevin Dobson       | Ensign George H. Gay Jr.                   | |
| Glenn Corbett      | Lieutenant Commander John C. Waldron       | |
| Gregory Walcott    | Captain Elliott Buckmaster                 | |
| Edward Albert      | Lieutenant Thomas Garth                    | |
| Dabney Coleman     | Captain Murray Arnold                      | |
| Erik Estrada       | Ensign Ramos "Chili Bean"                  | |
| Larry Pennell      | Captain Cyril Simard                       | |
| Phillip R. Allen   | Lieutenant Commander John S. "Jimmy" Thach | |
| Tom Selleck        | Aide to Capt. Cyril Simard                 | |
| Kurt Grayson       | Major Floyd "Red" Parks                    | |
| Steve Kanaly       | Lieutenant Commander Lance E. Massey       | |

### Japonezi
| Actor          | Role                          | Note                                      |
| -------------- | ----------------------------- | ----------------------------------------- |
| Toshiro Mifune | Amiral Isoroku Yamamoto       | (voce de actorul Paul Frees, nemenționat) |
| James Shigeta  | Vice Admiral Chūichi Nagumo   |                                           |
| Pat Morita     | Rear Admiral Ryūnosuke Kusaka |                                           |
| John Fujioka   | Rear Admiral Tamon Yamaguchi  |                                           |
| Dale Ishimoto  | Vice Admiral Boshirō Hosogaya |                                           |
| Clyde Kusatsu  | Commander Yasuji Watanabe     |                                           |
| Sab Shimono    | Lieutenant Jōichi Tomonaga    |                                           |
| Conrad Yama    | Vice Admiral Nobutake Kondō   |                                           |
| Robert Ito     | Commander Minoru Genda        |                                           |
| Seth Sakai     | Captain Kameto Kuroshima      |                                           |
| Lloyd Kino     | Captain Takijirō Aoki         |                                           |
| Yuki Shimoda   | Captain Tomeo Kaku            |                                           |

### Civili
| Actor            | Role          | Note |
| ---------------- | ------------- | ---- |
| Christina Kokubo | Haruko Sakura |      |